# Allium bassitense
Allium bassitense — вид трав'янистих рослин родини амарилісові (Amaryllidaceae), поширений у південній Туреччині й північній Сирії.

## Опис
Цибулина яйцеподібна, діаметром 10–12 мм; оболонки перетинчасті, смугасті, коричневі або чорнуваті, розщеплюються на волокна у верхній частині, подовжуються на стеблі. Стебло струнке, 30–50 см, листя до середини. Листки ниткоподібні, до 3 мм завширшки, коротші стебла. Зонтик напівсферичний, діаметром 15–20 мм, щільний. Оцвітина вузько-дзвінчаста; сегменти досить блідо-рожеві, довгасто-ланцетні, 4–6 мм, тупі або округлі на верхівці. Коробочка стиснено-куляста, 5 мм.
Час цвітіння: липень і серпень.

## Поширення
Поширений у південній Туреччині й північній Сирії.
Населяє ліси Pinus halepensis і P. brutia, маккі, чагарники, поля та окрайки полів, вапнякові схили, 150—1500 м.